# ONE LOVE ONE HEART
ONE LOVE ONE HEART（ワンラブワンハート、略称：ラブワン）は、2022年に結成された男女混合9人組グループである。芸能事務所スターダストプロモーションとエイベックスの初の合同プロジェクトによるグループとして結成された。
スターダストプロモーション内レーベルPlough Music（プラウミュージック）に所属している。

## 概要
スターダストプロモーションとエイベックスによる初の合同プロジェクトとして、性別の枠を超えた「次世代進化系プロジェクト」が立ち上がり、2020年冬からオーディションが実施された。
2022年1月28日に男性5人・女性5人の男女混合10人組グループとしてONE LOVE ONE HEARTが結成・始動した。結成時には「10人で心をひとつに、色々なジャンルのエンタテインメントに挑戦していきます。わたしたちにしかできない表現を目指して。」と紹介されていた。2023年6月にメンバーの咲太朗が脱退してからは男性4人・女性5人の男女混合9人組グループとして活動している。9人体制となり2024年1月に2ndアルバム『愛せ、至極散々な僕らの日を』をリリースした頃から、歌・ダンス・芝居などあらゆるジャンルでの活躍を目指す「青春代演エンタテインメントグループ」を標榜している。
ONE LOVE ONE HEART（1つの愛と1つの心）というグループ名には「人種、性別、年齢、価値観、文化が違っても愛する心はみんな一緒」、「心を込めたパフォーマンスで多くの人の支えになりたい」という思いが込められている。なお、グループの略称は「ラブワン」（LOVE ONE）である。
ONE LOVE ONE HEARTの活動のコンセプトの一つに「渋谷」があり、グループ公式サイトのメンバープロフィールにも「好きな渋谷」という項目がある。
ファンネームは「LOVEART」（ラヴァート）である。グループ名に含まれている「LOVE」と「HEART」がファンネームの由来となっている。
2024年1月17日に発売した2ndアルバムの表題曲「愛せ、至極散々な僕らの日を」のライブパフォーマンスの切り抜き動画が夏頃よりTikTok上で徐々に話題となった。その結果、「愛せ、至極散々な僕らの日を」が2024年8月21日のSpotifyバイラルチャートで8位となりグループ初のSpotifyバイラルチャートトップ10入りを果たした。

## メンバー

### 現メンバー
| 名前        | 読み                | 英語表記        | 生年月日(年齢)         | 出身地   | 血液型 | 身長     | 備考          |
| ----------- | ------------------- | --------------- | ---------------------- | -------- | ------ | -------- | ------------- |
| 相原 一心   | あいはら いっしん   | ISSHIN AIHARA   | 2005年12月20日（19歳） | 宮城県   | AB型   | 182 cm   | [ 18 ] [ 19 ] |
| 久昌 歩夢   | きゅうしょう あゆむ | AYUMU KYUSHO    | 2007年7月31日（18歳）  | 岐阜県   | A型    | 181 cm   | [ 20 ] [ 21 ] |
| 洸瑛        | こうえい            | KOUEI           | 2005年6月20日（20歳）  | 沖縄県   | O型    | 172 cm   | [ 22 ] [ 23 ] |
| 笹原 遼雅   | ささはら はるま     | HARUMA SASAHARA | 2005年2月23日（20歳）  | 宮城県   | A型    | 174 cm   | [ 24 ] [ 25 ] |
| 飯塚 瑠乃   | いいづか るの       | RUNO IIZUKA     | 2004年2月9日（21歳）   | 栃木県   | A型    | 157 cm   | [ 26 ] [ 27 ] |
| イーチ      | いーち              | I-CHI           | 2005年2月5日（20歳）   | 東京都   | B型    | 159 cm   | [ 28 ] [ 29 ] |
| 佐々木 杏莉 | ささき あんり       | ANRI SASAKI     | 2004年3月3日（21歳）   | 神奈川県 | B型    | 165 cm   | リーダー      |
| 藤咲 碧羽   | ふじさき みう       | MIU FUJISAKI    | 2007年6月24日（18歳）  | 神奈川県 | 不明   | 162 cm   | [ 32 ] [ 33 ] |
| 矢嶋 由菜   | やじま ゆな         | YUNA YAJIMA     | 2006年9月13日（18歳）  | 千葉県   | A型    | 154.3 cm | [ 34 ] [ 35 ] |

#### 相原一心
- あいはら いっしん[19]。2005年12月20日（19歳）。宮城県出身。AB型。
- 趣味：散歩
- 特技：反復横跳び
- 座右の銘：努力は裏切らない
- 行きたい国：フランス・スイスなど基本ヨーロッパ
- 好きな渋谷：SCRAMBLE SQUARE SHIBUYA SKY
- 元BATTLE BOYSメンバー

#### 久昌歩夢
- きゅうしょう あゆむ[36]。2007年7月31日（18歳）。岐阜県出身。A型。
- 趣味：テレビゲーム
- 特技：バスケットボール
- 座右の銘：弘法筆を選ばず
- 行きたい国：韓国
- 好きな渋谷：ハチ公前・渋谷駅高架下
- 元BATTLE BOYSメンバー

#### 洸瑛
- こうえい[23]。2005年6月20日（20歳）。沖縄県出身。O型。
- 趣味：お菓子づくり
- 特技：水泳・陸上（長距離走）
- 座右の銘：水滴石を穿つ
- 行きたい国：アメリカ合衆国
- 好きな渋谷：センター街〜奥渋
- 5歳年上の姉がいる
- 元BATTLE BOYSメンバー

#### 笹原遼雅
- ささはら はるま[25]。2005年2月23日（20歳）。宮城県出身。A型。
- 趣味：映画鑑賞
- 特技：糸通し
- 座右の銘：切磋琢磨
- 行きたい国：ギリシャ
- 好きな渋谷：キャットストリート
- 元BATTLE BOYSメンバー

#### 飯塚瑠乃
- いいづか るの[27]。2004年2月9日（21歳）。栃木県出身。A型。
- 趣味：テニス
- 特技：書道・柔軟
- 座右の銘：一生懸命
- 行きたい国：韓国
- 好きな渋谷：SHIBUYA PARCO・スペイン坂
- 元DAN⇄JYOメンバー
- とちぎ未来大使[37]（委嘱日：2023年12月13日[注 2][38]）

#### イーチ
- いーち[29]。2005年2月5日（20歳）。東京都出身。B型。
- 趣味：歌うこと
- 特技：水泳・ダンス
- 座右の銘：無駄な経験なんて何も無い
- 行きたい国：カナダ・韓国
- 好きな渋谷：公園通り〜代々木公園
- 元DAN⇄JYOメンバー

#### 佐々木杏莉
- ささき あんり[31]。2004年3月3日（21歳）。神奈川県出身。B型。
- リーダー
- 趣味：エッセー本を読む
- 特技：ダンス・人混みをスルスルと通り抜けられること
- 座右の銘：誰もがスターであり、誰もが輝く権利を持っている
- 行きたい国：韓国
- 好きな渋谷：道玄坂〜avexアカデミー
- 元a-genic PROJECT参加者

#### 藤咲碧羽
- ふじさき みう[33]。2007年6月24日（18歳）。神奈川県出身。血液型不明。
- 趣味：バスケットボール、ハモリの研究、ギター
- 特技：猫の鳴き真似
- 座右の銘：Try Everything
- 行きたい国：オーストラリア・ヨーロッパ・ベトナム
- 好きな渋谷：Bunkamuraシアターコクーン

#### 矢嶋由菜
- やじま ゆな[35]。2006年9月13日（18歳）。千葉県出身。A型。
- 趣味：アニメ鑑賞
- 特技：アクロバット・ダンス
- 座右の銘：恩送り。かつての座右の銘は渡辺美里「悲しいね」の「いちばんの勇気は、いつの日も自分らしく素直に生きること。」であった。
- 行きたい国：フランス
- 好きな渋谷：スクランブル交差点・渋谷109
- 元DAN⇄JYOメンバー

### 旧メンバー
| 名前   | 読み       | 英語表記 | 生年月日(年齢)        | 出身地 | 血液型 | 備考                                                                                     |
| ------ | ---------- | -------- | --------------------- | ------ | ------ | ---------------------------------------------------------------------------------------- |
| 咲太朗 | さくたろう | SAKUTARO | 2003年3月28日（22歳） | 福岡県 | B型    | 元サブリーダー 2023年6月11日グループ脱退 2023年6月30日付でスターダストプロモーション退所 |

#### 咲太朗
- さくたろう。2003年3月28日（22歳）。福岡県出身。B型。
- 元サブリーダー
- 趣味：サーフィン
- 特技：バスケットボールを親指で回して人差し指に入れ替える・ワーム・古着屋で良い物を探し出すこと
- 座右の銘：努力に勝る天才なし
- 行きたい国：イギリス・ロサンゼルス・イタリア
- 好きな渋谷：MIYASHITA PARK・LINE CUBE渋谷公会堂
- 元BATTLE BOYSメンバー

## 略歴
- 2020年冬、スターダストプロモーションとエイベックスによる初の共同プロジェクトとして、性別の枠を超えた「次世代進化系プロジェクト」オーディションが開始された。このオーディションには約2,000人の応募があった[4]。
- 2021年8月、書類選考から5次選考までを行い、男性5人・女性5人が選抜された[39]。
- 2021年10月16日、渋谷区文化総合センター大和田 さくらホールにて開催された男・組長祭2021にEBiDAN NEXTとして相原一心、笹原遼雅、久昌歩夢、洸瑛が出演した[40]。
- 2021年10月17日、渋谷区文化総合センター大和田 さくらホールにて開催された女・組長祭2021にイーチ、矢嶋由菜、瑠莉羽（飯塚瑠乃・佐々木杏莉・藤咲碧羽）が出演した[41]。
- 2021年12月18日、山野ホールで開かれたALTERNATIVE MUSIC EXPRESS vol.3にイーチ、矢嶋由菜、瑠莉羽（飯塚瑠乃・佐々木杏莉・藤咲碧羽）が出演した[42]。

### 2022年
- 1月28日、「ONE LOVE ONE HEART」が結成・始動した。グループ初のオリジナルダンストラックとして「YOUTH」のDance VideoがYoutubeにて公開された[5]。
- 3月30日、初ワンマンライブ「ONE LOVE ONE HEART Debut Presentation “prologue”」を渋谷ストリームホールにて開催した[43][44]。
- 4月27日、メジャーデビューとなる配信限定シングル『Now or Never』が配信開始された[45]。
- 6月8日 - 12日、ONE LOVE ONE HEART初の主演舞台『オノマトペ Vol.1』（会場：CBGKシブゲキ!!）に出演した[46]。
- 9月4日、2ndワンマンライブ「ONE LOVE ONE HEART Oneman Live”Onomatope”」を渋谷ストリームホールにて開催した[47]
- 11月3日 - 6日、主演舞台『オノマトペ Vol.1』の再演となる『オノマトペ Vol.2』（会場：CBGKシブゲキ!!）に出演した[48]。

### 2023年
- 1月25日、1stアルバム『LOVE1』が発売された[49]。
- 1月29日、3rdワンマンライブ「ONE LOVE ONE HEART Oneman Live “LOVE1″」をSHIBUYA PLEASURE PLEASUREにて開催した[50]。
- 5月5日、咲太朗がグループ脱退を表明した[51][52]。
- 6月11日、SHIBUYA PLEASURE PLEASUREにて行われたPlough Music LIVE 2023に出演した[53]。このライブ出演をもって咲太朗はグループ活動終了となった[6]。
- 8月25日、4thワンマンライブ「ONE LOVE ONE HEART Oneman Live “Are you all ready?”」をSHIBUYA PLEASURE PLEASUREにて開催した[54]。

### 2024年
- 1月8日、5thワンマンライブ「ONE LOVE ONE HEART Oneman Live 2024 "Sky's the limit"」をZepp Shinjuku（TOKYO）にて開催した[55]。このライブにてファンネームが「LOVEART」（ラヴァート）に決定したと報告された[14]。
- 1月17日、2ndアルバム『愛せ、至極散々な僕らの日を』が発売された[56]。
- 6月8日、ワンマンイベント「ONE LOVE ONE HEART ラブワン学園 -恵比寿東西頂上決戦-」を横浜関内ホールにて開催した[57]。
- 11月22日・23日、横浜BUNTAIにて開催されたSTARDUST THE PARTY 2024に出演した[58]。
- 12月8日、有楽町・I’M A SHOWにてワンマンライブ「ONE LOVE ONE HEART Oneman Live 2024 “Road Movie”」が開催された[59]。

### 2025年
- 1月29日、3rdアルバム『ゆれる青春』が発売された[60]。
- 2月1日、ONE LOVE ONE HEARTオフィシャルファンクラブ「LOVE at」（ラヴァット）が開設された[61][62]。
- 2月8日・9日、タイ・バンコクで開催されたJAPAN EXPO THAILAND 2025に出演した。グループ初の海外イベント出演となった[63]。
- 6月27日、渋谷・WWW Xにてワンマンライブ「ONE LOVE ONE HEART Oneman Live 2025 “SPARK of LOVE”」の追加公演が開催された[64]。
- 7月19日・20日、ヒューリックホール東京にてワンマンライブ「ONE LOVE ONE HEART Oneman Live 2025 “SPARK of LOVE”」が開催された[65]。

## ディスコグラフィ

### シングル

#### 配信限定シングル
| #         | 配信開始日     | タイトル                       | 規格品番          | 収録曲 | 備考                           |
| avex trax | avex trax      | avex trax                      | avex trax         | avex trax                                                                                                   | avex trax                      |
| --------- | -------------- | ------------------------------ | ----------------- | --- | ------------------------------ |
| 1         | 2022年4月27日  | Now or Never                   | ANTCD-A0000006920 | 1. Now or Never                                                                                             |                                |
| 2         | 2022年8月3日   | パレードはやめた               | ANTCD-A0000007781 | 1. パレードはやめた                                                                                         |                                |
| 3         | 2022年9月5日   | 本日ハ晴天ナリ                 | ANTCD-A0000007930 | 1. 本日ハ晴天ナリ                                                                                           | Do As Infinityの同楽曲のカバー |
| 4         | 2022年10月26日 | You＆Me                        | ANTCD-A0000008510 | 1. You＆Me                                                                                                  |                                |
| 5         | 2022年10月26日 | 青い心                         | ANTCD-A0000008511 | 1. 青い心                                                                                                   |                                |
| 6         | 2023年3月15日  | Yell for You                   | ANTCD-A0000009673 | 1. Yell for You                                                                                             |                                |
| 7         | 2023年4月12日  | 過剰本能                       | ANTCD-A0000009879 | 1. 過剰本能                                                                                                 |                                |
| 8         | 2023年7月12日  | Fireworks                      | ANTCD-A0000010697 | 1. Fireworks                                                                                                |                                |
| 9         | 2023年10月25日 | ハイスイノジン                 | ANTCD-A0000011715 | 1. ハイスイノジン                                                                                           | 女子メンバー曲                 |
| 10        | 2023年10月25日 | マジで超やべぇ                 | ANTCD-A0000011716 | 1. マジで超やべぇ                                                                                           | 男子メンバー曲                 |
| 11        | 2023年12月6日  | 愛せ、至極散々な僕らの日を     | ANTCD-A0000012097 | 1. 愛せ、至極散々な僕らの日を                                                                               | アルバム表題曲先行配信         |
| 12        | 2024年5月8日   | Girls Forever                  | ANTCD-A0000013415 | 1. Girls Forever                                                                                            | 女子メンバー曲                 |
| 13        | 2024年5月15日  | Upgrade                        | ANTCD-A0000013472 | 1. Upgrade                                                                                                  | 男子メンバー曲                 |
| 14        | 2024年8月7日   | 僕らのロードムービー           | ANTCD-A0000014177 | 1. 僕らのロードムービー                                                                                     |                                |
| 15        | 2024年11月6日  | 物語はここから                 | ANTCD-A0000015115 | 1. 物語はここから                                                                                           |                                |
| 16        | 2024年12月9日  | 召し上がれ青春                 | ANTCD-A0000015260 | 1. 召し上がれ青春                                                                                           |                                |
| 17        | 2025年1月10日  | ビターネクター                 | ANTCD-A0000015636 | 1. ビターネクター                                                                                           |                                |
| 18        | 2025年5月5日   | 星の証明                       | ANTCD-A0000016580 | 1. 星の証明                                                                                                 |                                |
| 19        | 2025年6月28日  | 「あのね、ずっと好きでした。」 | ANTCD-A0000016972 | 1. 「あのね、ずっと好きでした。」                                                                           |                                |
| 20        | 2025年8月6日   | バグっちゃうね                 | ANTCD-A0000017414 | 1. バグっちゃうね 2. バグっちゃうね-boys vocal 3. バグっちゃうね-girls vocal 4. バグっちゃうね-instrumental |                                |

### アルバム
| #         | 発売日 （配信開始日）           | タイトル                   | 規格品番                                                                           | 収録曲 | 順位      |
| avex trax | avex trax                       | avex trax                  | avex trax                                                                          | avex trax | avex trax |
| --------- | ------------------------------- | -------------------------- | ---------------------------------------------------------------------------------- | --- | --------- |
| 1         | 2023年1月25日 （2023年1月25日） | LOVE1                      | AVCD-63388/B：TYPE-A AVCD-63389：TYPE-B AVCD-63390：TYPE-C ANTCD-A0000009209：配信 | CD 1. Glory Dayz 2. The Witch 3. 本日ハ晴天ナリ 4. パレードはやめた 5. You&Me 6. 青い心 7. Breath 8. オノマトペ 9. Alright 10. YOUTH 11. Now or Never Blu-ray 1. Glory Dayz (Music Video) 2. Glory Dayz (Music Video Making Movie) 3. You&Me (Music Video) 4. 本日ハ晴天ナリ (Music Video) 5. Now or Never (Music Video) 6. YOUTH (Dance Video) 7. オノマトペVol.1 | 15位      |
| 2         | 2024年1月17日 （2024年1月17日） | 愛せ、至極散々な僕らの日を | AVCD-63538/B：TYPE-A AVCD-63539：TYPE-B AVCD-63540：TYPE-C ANTCD-A0000012275：配信 | CD 1. 愛せ、至極散々な僕らの日を 2. Fireworks 3. 過剰本能 4. マジで超やべぇ 5. ハイスイノジン 6. エンテンカ 7. Give it a try 8. Prime Numbers 9. Yell for You 10. Happy Christmas 11. 圧倒的LOVE Blu-ray 1. 「愛せ、至極散々な僕らの日を」Music Video 2. 「愛せ、至極散々な僕らの日を」Music Video Making Movie 3. 「Fireworks」Music Video 4. 「過剰本能」Music Video 5. 4thワンマンライブ「ONE LOVE ONE HEART Oneman Live “Are you all ready?”」2部(2023年8月25日(金)) 6. 4thワンマンライブ「ONE LOVE ONE HEART Oneman Live “Are you all ready?”」Behind the Scenes | 7位       |
| 3         | 2025年1月29日 （2025年1月29日） | ゆれる青春                 | AVCD-63671/B：TYPE-A AVCD-63672：TYPE-B AVCD-63673：TYPE-C ANTCD-A0000015697：配信 | CD 1. 物語はここから 2. 召し上がれ青春 3. テンプレファッショニスタ 4. イヤナコトナンテフツカデヤメロ 5. ぶっ飛ばしてGO!! 6. Girls Forever 7. Upgrade 8. 言えない 9. ビターネクター 10. 僕らのロードムービー 11. Story 12. 愛せ、至極散々な僕らの日を Blu-ray 1. 「物語はここから」Music Video 2. 「物語はここから」Music Video Making Movie 3. 「僕らのロードムービー」Music Video 4. 5thワンマンライブ「ONE LOVE ONE HEART Oneman Live2024 “Sky’s the limit”」（一部楽曲を除く） 5. ラブワン学園 -恵比寿東西頂上決戦-（一部楽曲を除く）                              | 4位       |

### ミュージックビデオ
| 公開日         | 楽曲                           | 監督       | 備考                       |
| -------------- | ------------------------------ | ---------- | -------------------------- |
| 2022年1月28日  | YOUTH                          | tatsuaki   | Dance Video                |
| 2022年4月27日  | Now or Never                   | tatsuaki   | [ 72 ]                     |
| 2022年8月5日   | パレードはやめた               |            | Lyric Video                |
| 2022年9月5日   | 本日ハ晴天ナリ                 |            | [ 74 ]                     |
| 2022年10月26日 | You&Me                         |            | [ 75 ]                     |
| 2022年11月2日  | 青い心                         |            | Live Lyric Video           |
| 2022年12月9日  | Glory Dayz                     | YUKARI     | [ 77 ]                     |
| 2023年3月15日  | Yell for You                   |            | Popteen Ver.               |
| 2023年4月15日  | 過剰本能                       | YUKARI     | [ 79 ]                     |
| 2023年7月29日  | Fireworks                      | 大久保拓朗 | [ 80 ]                     |
| 2023年12月14日 | Happy Christmas                | 佐々木杏莉 | Special Movie -BOYS ver.-  |
| 2023年12月21日 | Happy Christmas                | 笹原遼雅   | Special Movie -GIRLS ver.- |
| 2024年1月15日  | 愛せ、至極散々な僕らの日を     | 大久保拓朗 | [ 83 ]                     |
| 2024年9月16日  | 僕らのロードムービー           | 山口龍大朗 | ドラマver.                 |
| 2024年11月1日  | 物語はここから                 | 小林慎一朗 | [ 85 ]                     |
| 2025年6月1日   | 星の証明                       | 大久保拓朗 | [ 86 ]                     |
| 2025年7月8日   | 「あのね、ずっと好きでした。」 | 大久保拓朗 | [ 87 ]                     |

## タイアップ
| 使用年 | 楽曲                 | タイアップ                                                     |
| ------ | -------------------- | -------------------------------------------------------------- |
| 2023年 | Glory Dayz           | テレビ朝日系列『BREAK OUT』2023年1月度エンディング・トラック   |
| 2023年 | Yell for You         | ポップティーン、KDDI『キミの青春へ、恋へ、エール』主題歌       |
| 2023年 | 過剰本能             | 朝日放送テレビ「ドラマL」『ガチ恋粘着獣』エンディングテーマ    |
| 2023年 | Fireworks            | イズミ・ゆめタウン「ゆめタウンの水着2023」CMソング             |
| 2024年 | 僕らのロードムービー | 西武学園文理中学・高等学校「2024文理祭」公式テーマソング       |
| 2024年 | 僕らのロードムービー | BUMP (ショートドラマアプリ)『僕らのロードムービー』主題歌      |
| 2024年 | 物語はここから       | フジテレビ系列『めざまし8』2024年11月度エンディングソング      |
| 2025年 | ビターネクター       | 毎日放送「ドラマ特区」『ふったらどしゃぶり』オープニング主題歌 |
| 2025年 | 星の証明             | BS12 トゥエルビ ドラマ『六月のタイムマシン』エンディング主題歌 |

## ライブ

### ワンマンライブ
- ONE LOVE ONE HEART Debut Presentation “prologue”（2022年3月30日、渋谷ストリームホール）[44]
- ONE LOVE ONE HEART Oneman Live”Onomatope”（2022年9月4日、渋谷ストリームホール）[47]
- ONE LOVE ONE HEART Oneman Live “LOVE1″（2023年1月29日、SHIBUYA PLEASURE PLEASURE）[50]
- ONE LOVE ONE HEART Oneman Live “Are you all ready?”（2023年8月25日、SHIBUYA PLEASURE PLEASURE）[54]。
- ONE LOVE ONE HEART Oneman Live 2024 "Sky's the limit"（2024年1月8日、Zepp Shinjuku（TOKYO））[55]
- ONE LOVE ONE HEART Oneman Live 2024 “Road Movie”（2024年12月8日、有楽町・I’M A SHOW）[59]
- ONE LOVE ONE HEART Oneman Live 2025 “SPARK of LOVE”（追加公演）（2025年6月27日、渋谷・WWW X）[64]
- ONE LOVE ONE HEART Oneman Live 2025 “SPARK of LOVE”（2025年7月19日・20日、ヒューリックホール東京）[65]
- ONE LOVE ONE HEART Oneman Live 2026 “Bloom of LOVE”（2026年1月12日（予定）、豊洲PIT）[97]

### ライブ・音楽フェス
2022年
- Plough Music LIVE 2022 vol.1（2022年5月1日、渋谷・duo MUSIC EXCHANGE）[98]
- EBiDAN NEXT FESTIVAL 2022 SUMMER（2022年8月5日、LINE CUBE SHIBUYA） - スペシャルゲスト[99][100]
- EBiDAN THE LIVE 2022 ～EBiDAN AWARDS～（2022年8月20日、東京ガーデンシアター） - オープニングアクト[101][102]
- 男・組長祭2022（2023年10月22日、渋谷区文化総合センター大和田 さくらホール） - ゲスト[103][104]
- W FES vol.1 “W-ith”（2022年12月18日、KT Zepp Yokohama） - ウェルカムアクト[105]

2023年
- BREAK OUT祭2023（2023年4月15日、TOKYO DOME CITY HALL） - フラッシュアクト[106][107]
- Plough Music LIVE 2023（2023年6月11日、SHIBUYA PLEASURE PLEASURE）[53] - このライブ出演をもって咲太朗はグループ活動終了となった[6]。
- EBiDAN THE LIVE UNIVERSE 2023（2023年8月11日・12日、国立代々木競技場 第一体育館） - オープニングゲスト[108][109]
- 男・組長祭2023（2023年9月16日、恵比寿ザ・ガーデンホール） - 男子メンバーのみ[110][111]
- 女・組長祭2023（2023年9月17日、恵比寿ザ・ガーデンホール） - 女子メンバーのみ[112][113]
- MUSICGLOBE FES 2023（2023年11月4日、東京国際フォーラム ホールA）[114][115]
- チェゴリズム vol.1～Chego×ZILLION×ONE LOVE ONE HEART～（2023年11月10日、渋谷WWW）[116]
- Vfes EP3-東京（2023年12月3日、KANDA SQUARE HALL）[117]

2024年
- Parallel World（2024年5月6日、有楽町・I’M A SHOW） - 女子メンバーのみ[118][119]
- GIGANTES Vol.1 Supported by UtaTen（2024年7月21日、渋谷・duo MUSIC EXCHANGE）[120]
- TOKYO IDOL FESTIVAL 2024 supported by にしたんクリニック（2024年8月3日、お台場・青海周辺エリア） - 浮島STAGE・DOLL FACTORY[121][122]
- EBiDAN THE LIVE CRUISE 2024[注 6]（2024年8月17日・18日、国立代々木競技場 第一体育館） - オープニングアクト、17日は全員、18日は男子メンバーのみ[123]
- コネコレロック 2024（2024年8月24日、大阪港中央突堤臨港緑地） - 男子メンバーのみ[124]
- UNLAME “KIRAKIRA Tune TOUR in Tokyo” vol.2（2024年10月19日、東京・ 新宿ReNY） - 対バンゲスト[125]
- 男・組長祭2024（2024年11月2日、渋谷区文化総合センター大和田 さくらホール） - 男子メンバーのみ[126][127]
- 女・組長祭2024（2024年11月3日、渋谷区文化総合センター大和田 さくらホール） - 女子メンバーのみ[128][129]
- V fes 〜EXTRA〜（2024年11月3日、KANDA SQUARE HALL）[130]
- STARDUST THE PARTY 2024（2024年11月22日・23日、横浜BUNTAI）[131][132]

2025年
- Parallel World 2025（2025年4月27日、Spotify O-EAST）[133]
- EBiDAN NEXT「星男祭2025」（2025年8月5日、Zepp DiverCity(TOKYO)） - ゲスト出演[134]

## イベント
※ メンバー個人（イーチ・藤咲碧羽・矢嶋由菜）でのイベント出演は各個人メンバーのページを参照。

### ワンマンイベント
- ONE LOVE ONE HEART ラブワン学園 -恵比寿東西頂上決戦-（2024年6月8日、神奈川・横浜関内ホール）[57]

### イベントゲスト
2023年
- 第2回EBiDAN大運動会「スポーツマンヒップ！」（2023年3月25日、国立代々木競技場 第二体育館） - スペシャルサポーター[135][136]
- 栃木県誕生150年記念 若者応援ライブイベント「トチギミライブ！イイトコトチギ」（2023年12月9日、日環アリーナ栃木）[137][138]

2024年
- Hello Music Festival 2024 in TOKYO（2024年2月4日、パルテノン多摩 大ホール）[139]
- シンデレラフェス（2024年6月9日、さいたまスーパーアリーナ）[140][141][142]
- トーキョークライマックス×TALKIN NEO Vol.2（2024年6月22日、大手町三井ホール） - 男子メンバーのみ[143][144]
- ハマスタBAYビアガーデンLIVE（2024年7月27日、横浜公園内横浜スタジアム横 BAYガーデン特設ステージ） - 女子メンバーのみ[145]
- とちぎで恋活応援フェスタ（2024年7月28日、宇都宮市・オリオンスクエア）[146][147][148]
- タイフェアin東京-THAI EXPO TOKYO 2024（2024年8月17日・18日、代々木公園イベント広場） - 17日は全員、18日は女子メンバーのみ[149]
- 九州観光・物産フェア in 代々木「HERO GATE」（2024年10月12日、代々木公園野外音楽堂）[150]
- SANOMARU HALLOWEEN PARTY 2024（2024年10月26日、佐野駅前交流広場） - 飯塚瑠乃（MC）と男子メンバーのみ[151]
- きものHAUSプレゼンツ第五回【宮魁道中】（2024年10月27日、宇都宮市・オリオンスクエア） - 飯塚瑠乃がゲストMCとして出演[152]

2025年
- JAPAN EXPO THAILAND 2025（2025年2月8日・9日、セントラルワールド（タイ・バンコク））[63]
- B.LEAGUE「宇都宮ブレックス vs 仙台89ERS」ハーフタイムショー（2025年3月26日、日環アリーナ栃木）[153]
- ももクロ春の一大事2025　本当に一大事な緊急配信（2025年4月13日、新発田市）[注 7][154][155]
- ジャパン ユース ダンス フェスティバル 2025（2025年4月29日、東京・一ツ橋ホール） - 「ジャパン ユース ダンス フェスティバル 2025」アンバサダーに就任[156]
- GAKUSEI RUNWAY 2025 SUMMER（2025年5月25日、大阪なんばHatch）[157]
- 漫画博覧会2025（2025年7月26日・27日、台湾・台北市）[158][159][160]
- The Performance Zero（2025年10月5日（予定）、Zepp Haneda（東京））[161]

## 出演
※ メンバー個人（イーチ・藤咲碧羽・矢嶋由菜）での出演は各個人メンバーのページを参照。

### テレビ
- PLAYLIST（2022年4月26日深夜[162]、2024年1月30日深夜[163]、9月24日深夜[164]、2025年1月28日深夜[165]、TBSテレビ）
- BREAK OUT（2023年2月1日深夜[166]、5月31日深夜[167]、テレビ朝日系列）
- アーティストヴォイス（2023年5月2日深夜、ABCテレビ） - 相原一心、飯塚瑠乃が出演[168]。
- イブ6プラス（2023年10月20日、とちぎテレビ） - 相原一心、飯塚瑠乃が生出演[169]。
- BomberE（2024年2月6日深夜、メ〜テレ） - 久昌歩夢、佐々木杏莉がコメント出演[170]。
- THEカラオケ★バトル（2024年3月10日、テレビ東京系列） - 藤咲碧羽が挑戦者、メンバーが応援で出演[171]。
- プレミアMelodiX!（2024年11月11日深夜、テレビ東京）[172]
- OH!バンデス（2024年12月23日、ミヤギテレビ） - 相原一心、笹原遼雅、藤咲碧羽が生出演[173][174]。
- スイッチ!（2025年1月17日、東海テレビ） - 久昌歩夢、飯塚瑠乃が生出演[175]。
- 歩道・車道バラエティ 道との遭遇（2025年1月28日、CBCテレビ） - 久昌歩夢、飯塚瑠乃がコメント出演[176]。
- オールスター合唱バトル6（2025年6月8日、フジテレビ系列） - 洸瑛が「最強ボーイズ合唱団」のメンバーとして出演[177]。

### テレビドラマ
- タクミくんシリーズ －Drama－（2025年9月21日 - 〈予定〉、BSフジ・FOD） - 真行寺兼満 役（相原一心）[178]

### WEBドラマ
- キミの青春へ、恋へ、エール（2023年2月9日配信開始、Popteen公式TikTok） - 相原一心、久昌歩夢、洸瑛、咲太朗、飯塚瑠乃、イーチ、藤咲碧羽、矢嶋由菜出演[179]。
- 僕らのロードムービー（2024年9月24日配信開始、BUMP (ショートドラマアプリ)） - ONE LOVE ONE HEART主演[180][181]。

### インターネット番組
- ラブワンワンボウルキッチン[注 8]（2024年5月13日 - 、NATSLIVE） - 毎月1回生配信、男子メンバーのみの出演[182]。
- ラブワン♡ソングハート[注 9]（2025年3月10日 - 、NATSLIVE） - 毎月1回生配信、メンバーから2名出演[183]。

### ポッドキャスト
- ONE LOVE ONE HEARTのONE TALK ONE TIME（2022年5月21日 - 、Spotify）[184]

### 舞台
- オノマトペ Vol.1（2022年6月8日 - 12日、CBGKシブゲキ!!） - ONE LOVE ONE HEART主演[185]。
- オノマトペ Vol.2（2022年11月3日 - 6日、CBGKシブゲキ!!） - ONE LOVE ONE HEART主演[186]。
- 100点un・チョイス! 第23回公演「#これで恋ができるなら」（2025年8月16日 - 20日、赤坂RED/THEATRE） - 相原一心、矢嶋由菜が出演[187]